# 340 f.Kr.

## Händelser

### Efter plats

#### Persiska riket
- Den grekiska ön Rhodos faller i persernas händer.
- Pixodaros, den yngste av kung Hekatomnos av Karien söner, övertar satrapdömet Karien genom att förvisa sin syster Ada, änka och efterträdare till sin bror Idrieios.

#### Grekland
- När kung Filip II av Makedonien anfaller Perinthos och Byzantion skickar kung Artaxerxes III av Persiska riket stöd till dessa städer.
- Filip II misslyckas med sin belägring av Byzantion. Filip tvingas besvara anfall från skyterna nära mynningen av floden Donau. Hans son Alexander blir riksföreståndare medan fadern kämpar mot Byzantion och skyterna.
- Atenarna ger Demosthenes ett allmänt tack efter Filip II:s misslyckande vid Byzantion.

#### Sicilien
- Tyrannen Hiketas av Leontini, övertalar återigen Karthago att skicka en stor armé till Sicilien, vilken landstigit vid Lilybaeum. Timoleion av Syrakusa träffar denna stora karthagiska armé i slaget vid Crimissus på västra Sicilien och vinner en lysande seger mot överlägsna odds. Trots denna seger håller karthagerna fortfarande västra Sicilien i sitt grepp, i och med att ett avtal sluts, som bestämmer deras område till att vara väster om floden Halycus (Platani).

#### Romerska republiken
- En ambassad skickas av de latinska folken till den romerska senaten, där de ber att en republik skall bildas mellan Romerska republiken och Latium, i vilken båda parter skulle anses likvärdiga. Rom konstaterar, att det är ledare för det latinska förbundet vägrar de behandla latinska folk som likställda eller få in dem i senaten. Då Rom vägrar gå med på förslaget utbryter det latinska kriget. Latinarna kämpar med campanierna, medan Rom går samman med samniterna för att anfalla latinarna. Endast laurenterna i Latium och equiterna i Kampanien stannar på romarnas sida, som å sin sida också finner stöd hos paelignerna.
- Den romersk-samnitiska armén under konsulerna Decius Mus och Titus Manlius Imperiosus Torquatus anfaller och besegrar latinarna och campanierna nära Vesuvius i slaget vid Vesuvius.
- Romarna lyckas avlägsna campanierna från deras allians med latinarna (tack vare deras rädsla för samniterna) och tvingar dem att sluta en separatfred. Tre campaniska städer, inklusive Capua och Cumae, får romerskt medborgarskap och blir därmed en del av den romerska staten, som nu når ända till Neapelbukten.

## Födda
- Ch'u Yuan, kinesisk poet (född omkring detta år)

## Avlidna
- Lais av Hykkara, grekisk hetär (död omkring detta år)